# 田村保乃
田村 保乃（たむら ほの、1998年〈平成10年〉10月21日 - ）は、日本のアイドル、ファッションモデルであり、女性アイドルグループ櫻坂46のメンバー、『VOCE』のレギュラーモデルである。大阪府枚方市出身。Seed & Flower所属。

## 略歴
1998年（平成10年）10月21日、大阪府で生まれる。
2018年（平成30年）8月19日、『坂道合同新規メンバー募集オーディション』に合格。同年11月29日、欅坂46への配属が決定。同年12月4日、公式サイトにプロフィールが掲載、同日夜の『うたコン』（NHK総合）の生放送に二期生3人の出演が発表され、欅坂46メンバーの一人として『アンビバレント』を披露した。同年12月10日、日本武道館で開催された『欅坂46二期生 けやき坂46三期生 お見立て会』で欅坂46の二期生としてお披露目される。
2021年（令和3年）6月25日に1st写真集『一歩目』（小学館）が同年8月17日に発売されることが発表された。撮影は北海道の岩見沢市と沖縄県の石垣島で行なった。同日に写真集の発売に先駆け、写真集公式Twitterを開設した。同年7月9日には自身初となる水着ショットが解禁された。同年8月17日に1st写真集『一歩目』を発売。同写真集は週間推定売上約5.6万部を記録し、同年8月30日付のオリコン週間BOOKランキングで1位、ジャンル別「写真集」部門で1位、2021年9月6日付のジャンル別「写真集」部門で2週連続1位を獲得した。同年8月8日放送の冠番組『そこ曲がったら、櫻坂?』（テレビ東京）にて、同年10月13日に発売される櫻坂46の3rdシングル『流れ弾』の選抜発表が行われ、自身初の表題曲のセンターを務めることが発表された。
2022年（令和4年）、1月5日から3月30日まで、『ラヴィット!』（TBS系列）に、水曜「ラヴィット!ファミリー」として出演。2024年11月15日の放送で、櫻坂46からは守屋麗奈に続き二人目となる、月曜から金曜まで全ての曜日に出演する「スタジオグランドスラム」を達成、ひとつのグループから初の二人目の達成者となった。
2022年5月14日、幕張メッセで開催されたファッション&音楽イベント『Rakuten GirlsAward 2022 SPRING/SUMMER』で守屋麗奈と共にランウェイデビューを果たした。
2023年（令和5年）9月18日、女性美容雑誌『VOCE』（講談社）11月号からレギュラーモデルに就任することが発表された。
2024年（令和6年）8月19日、2nd写真集『隣の席になりたい』（講談社）が同年10月22日に発売されることが発表された。同年10月22日、2nd写真集『隣の席になりたい』を発売。同写真集は週間推定売上約3万部を記録し、同年11月4日付のオリコン週間BOOKランキングで1位、ジャンル別「写真集」部門でも1位を獲得した。

## 人物
愛称は、ほにょ、ほのす、ほの、保乃ちゃん、たむちゃん、たむたむ、ホノー・タムラ。座右の銘は「感謝」。身長163 cm。血液型はA型。
2歳上の兄が1人いる。祖父は政治家。いとこにプロサッカー選手でJリーグ・名古屋グランパス所属の河面旺成がおり、今でも一緒に旅行に行く仲である。
2期生の中では最年長メンバーである。
人々に元気や勇気を与える“アイドル界のマザー・テレサ”としてホノー・タムラと自ら命名した。

### 嗜好
好きな食べ物はシュークリーム、チーズ、焼肉、桃、パイナップル。シュークリーム好きが高じてシュークリーム屋でのアルバイト経験がある。チーズはトッピングされているものが好き。
好きな動物はクマ、犬。『くまのプーさん』が好きで、自分のことを「プー」と呼んでほしいとメンバーにお願いしている。実家に犬を2匹飼っており、そのうちの1匹は東京へオーディションを受けに行った際に立ち寄ったペットショップで衝動買いした。
好きな色は水色、白、ピンク、パステルカラー、黒。好きな漫画は『タッチ』、『らんま1/2』、『名探偵コナン』。好きなアニメは『けいおん!』。好きな季節は秋。好きな時間帯は夕日がキレイなタイミング。好きな四字熟語は「十人十色」。小さい頃からプリンセスが好きで、今でも憧れている。
前田敦子がきっかけで、小学生4年生の頃からアイドルにハマり、部活の休みの日に握手会やライブに行っていた。坂道グループの現役メンバーに会えるということで坂道合同オーディションのセミナーへ行った際、一次オーディションのシード権を獲得したことをきっかけに、それまではバレーボール選手になることが夢であったが、アイドルになることを真剣に考え始めた。憧れの人物は渡辺梨加、白石麻衣、渡辺美優紀。尊敬する人物は木村沙織。
1st写真集で7kg体重を落としたのを機に以降は体型を維持しており、櫻坂46のメンバーからの食事の誘いであっても断るなど、体調管理を徹底している。

### 趣味
趣味は読書、映画鑑賞、動画鑑賞、ゲーム。
読書は小説に限らず、詩集、哲学書、ビジネス書、漫画も読んでいる。読書の面白さを知ったのは、母が持っていた湊かなえの『告白』を読んで夢中になったから。お気に入りの書籍は小川糸『ライオンのおやつ』、青山美智子『お探し物は図書室まで』、高木正勝『こといづ』。
映画は小説が映画化された作品をHuluで鑑賞している。一番泣いた作品は『ヴァイオレット・エヴァーガーデン』。
動画はアイドルのものを鑑賞している。
ゲームは『スプラトゥーン2』、『大乱闘スマッシュブラザーズ SPECIAL』、『ルーンファクトリー5』、『ゼルダの伝説』、『フォールガイズ』などをプレイしている。

### 特技
特技はバレーボール、五輪の開催国当て。
バレーボール歴は14年。兄の影響で6歳の時にバレーボールクラブに入部。高校3年の時に保育士を目指していたところ、バレーボールと保育士を両立できる大学から推薦を貰い進学した。
その高校時代には、バレーボール日本女子代表の林琴奈（学年は田村が1つ上）らと対戦経験があることを、出演した国内リーグの応援番組で語っている。
このほか、月刊誌への登場や代表試合のスタジオゲストとしての出演など、近年、芸能人の中でも有数の経験者のひとりとして、活躍の機会を増やしている。
五輪の開催国当ては楽曲に開催国と開催都市の頭文字を当てはめて覚えている。

### 欅坂46・櫻坂46
ペンライトカラーは、    パステルブルー ×     パステルブルー。

推しメンは渡辺梨加。彼女にしたいメンバーは松田里奈。憧れのメンバーは長濱ねる。
好きな欅坂46の曲は「サイレントマジョリティー」、「I'm out」、「避雷針」。好きな欅坂46の楽曲の歌詞は「世界には愛しかない」の「涙に色があったら人はもっとやさしくなる」。好きな欅坂46の衣装は「二人セゾン」、「不協和音」。
田村考案のオリジナルキャラクター『茶々丸』があり、絵描き歌も作ってある。
冠番組『そこ曲がったら、櫻坂?』（テレビ東京）の企画で彼女にしたいメンバー1位に選ばれている。

## 作品

### シングル
欅坂46
- 誰がその鐘を鳴らすのか？（2020年8月21日）

櫻坂46
- Nobody's fault（2020年12月9日、SRCL-11620/8）- EAN 4547366481594。
- なぜ 恋をして来なかったんだろう？（2020年12月9日、SRCL-11620/8）- EAN 4547366481594。
- 半信半疑（2020年12月9日、SRCL-11620/1）- EAN 4547366481594。
- Plastic regret（2020年12月9日、SRCL-11622/3）- EAN 4547366481600。
- 最終の地下鉄に乗って（2020年12月9日、SRCL-11624/5）- EAN 4547366481617。
- Buddies（2020年12月9日、SRCL-11626/7）- EAN 4547366481624。
- ブルームーンキス（2020年12月9日、SRCL-11628）- EAN 4547366481631。
- BAN（2021年4月14日、SRCL-11748/56）- EAN 4547366498608。
- 偶然の答え（2021年4月14日、SRCL-11748/56）- EAN 4547366498608。
- それが愛なのね（2021年4月14日、SRCL-11748/9）- EAN 4547366498608。
- 君と僕と洗濯物（2021年4月14日、SRCL-11750/1）- EAN 4547366498615。
- Microscope（2021年4月14日、SRCL-11752/3）- EAN 4547366498622。
- 思ったよりも寂しくない（2021年4月14日、SRCL-11754/5）- EAN 4547366498639。
- 櫻坂の詩（2021年4月14日、SRCL-11756）- EAN 4547366498646。
- 流れ弾（2021年10月13日、SRCL-11920/8）- EAN 4547366524567。
- Dead end（2021年10月13日、SRCL-11920/8）- EAN 4547366524567。
- 無言の宇宙（2021年10月13日、SRCL-11926/7）- EAN 4547366524598。
- 美しきNervous（2021年10月13日、SRCL-11928）- EAN 4547366524604。
- 五月雨よ（2022年4月6日、SRCL-12130/8）- EAN 4547366549829。
- 僕のジレンマ（2022年4月6日、SRCL-12130/8）- EAN 4547366549829。
- 断絶（2022年4月6日、SRCL-12132/3）- EAN 4547366549836。
- 車間距離（2022年4月6日、SRCL-12136/7）- EAN 4547366549850。
- 恋が絶滅する日（2022年4月6日、SRCL-12138）- EAN 4547366549867。
- 桜月（2023年2月15日、SRCL-12420/8）- EAN 4547366599756。
- Cool（2023年2月15日、SRCL-12420/8）- EAN 4547366599756。
- もしかしたら真実（2023年2月15日、SRCL-12422/3）- EAN 4547366599763。
- 魂のLiar（2023年2月15日、SRCL-12424/5）- EAN 4547366599770。
- その日まで（2023年2月15日、SRCL-12428）- EAN 4547366599794。
- Start over!（2023年6月28日、SRCL-12590/8）- EAN 4547366621686。
- コンビナート（2023年6月28日、SRCL-12592/3）- EAN 4547366621693。
- 一瞬の馬（2023年6月28日、SRCL-12596/7）- EAN 4547366621716。
- ドローン旋回中（2023年6月28日、SRCL-12598）- EAN 4547366621723。
- 承認欲求（2023年10月18日、SRCL-12670/8）- EAN 4547366642025。
- 僕たちの La vie en rose（2023年10月18日、SRCL-12672/3）- EAN 4547366621723。
- マンホールの蓋の上（2023年10月18日、SRCL-12676/7）- EAN 4547366642032。
- 隙間風よ（2023年10月18日、SRCL-12678）- EAN 4547366642063。
- 何歳の頃に戻りたいのか？（2024年2月21日、SRCL-12790/8）- EAN 4547366663501。
- 泣かせて Hold me tight!（2024年2月21日、SRCL-12798）- EAN 4547366663549。
- 自業自得（2024年6月26日、SRCL-12920/8）- EAN 4547366685695。
- もう一曲 欲しいのかい？（2024年6月26日、SRCL-12928）- EAN 4547366685732。
- I want tomorrow to come（2024年10月23日、SRCL-13030/8）- EAN 4547366708943。
- 今さらSuddenly（2024年10月23日、SRCL-13032/3）- EAN 4547366708950。
- 嵐の前、世界の終わり（2024年10月23日、SRCL-13034/5）- EAN 4547366708967。
- TOKYO SNOW（2024年10月23日、SRCL-13038）- EAN 4547366708981。
- UDAGAWA GENERATION（2025年2月19日、SRCL-13210/8）- EAN 4547366728231。
- 紋白蝶が確か飛んでた（2025年2月19日、SRCL-13212/3）- EAN 4547366728248。
- やるしかないじゃん（2025年2月19日、SRCL-13218）- EAN 4547366728279。
- Make or Break（2025年6月25日、SRCL-13360/8）- EAN 4547366751291。
- ノンアルコール（2025年6月25日、SRCL-13368）- EAN 4547366751338。

### アルバム
欅坂46
- 永遠より長い一瞬 〜あの頃、確かに存在した私たち〜（2020年10月7日、SRCL-11510/6）- EAN 4547366450224。

櫻坂46
- As you know?（2022年8月3日、SRCL-12174/9）- EAN 4547366567960。
- Addiction（2025年4月30日、SRCL-13290/5）- EAN 4547366737424。

### 映像作品
- 欅坂46 二期生特典映像「Avenir」（2019年2月27日） - EAN 4547366383348。
- 欅坂46 LIVE at 東京ドーム 〜ARENA TOUR 2019 FINAL〜（2020年1月29日）- EAN 4547366438758。
- 欅共和国2019（2020年8月12日） - EAN 4547366462937。
- 欅坂46 ANNIVERSARY LIVE Director's Cut Collection（2020年10月7日） - EAN 4547366450224。
- 欅坂46 ARENA TOUR Director's Cut Collection（2020年10月7日） - EAN 4547366450231。
- KEYAKIZAKA46 Live Online, but with YOU!（2020年12月9日）- EAN 4547366481594, EAN 4547366481600。
- 田村保乃（2020年12月9日） - EAN 4547366481624。
- 僕たちの嘘と真実 Documentary of 欅坂46（2021年2月3日） - EAN 4988104127983。
- 欅坂46 THE LAST LIVE（2021年3月24日） - EAN 4547366496833。
- 櫻坂46 デビューカウントダウンライブ!!（2021年4月14日） - EAN 4547366498608。
- Making of デビューカウントダウンライブ!!（2021年4月14日） - EAN 4547366498615。
- 田村保乃×藤吉夏鈴 SAKURA BANASHI 〜いま、話したいこと〜（2021年4月14日） - EAN 4547366498639。
- 大沼晶保×武元唯衣×田村保乃 SAKURA MEGURI（2021年10月13日） - EAN 4547366524581。
- Sakurazaka46 1st TOUR 2021 FINAL at さいたまスーパーアリーナ（2022年8月3日） - EAN 4547366567960。
- W-KEYAKI FES. 2021 -DAY1- at 富士急ハイランド コニファーフォレスト（2022年8月3日） - EAN 4547366567977。

## 出演

### テレビドラマ
- Qrosの女 スクープという名の狂気（2024年10月7日 - 12月9日、テレビ東京） - 栗山志穂 役[72]

### バラエティ
- 吉本坂46が売れるまでの全記録（2020年4月7日 - 14日、テレビ東京） - 第2期MC[73][74]
- あざとくて何が悪いの?（2021年9月4日 - 10月23日、テレビ朝日） - 番組内の連続ドラマ出演・持田祥子 役[75]。
- ラヴィット!（2022年1月5日 - 3月30日、TBSテレビ）- 「ラヴィット!ファミリー」水曜担当[76][注 6]。

### CM
- 櫻坂46 新メンバーオーディションCM 田村保乃編（2022年6月13日 - ）[77][78][79]
- サントリー「クラフトボス 世界のTEA」『ハムスティータイム』篇（2025年3月6日 - ）[80]

### ファッションショー
- GirlsAward
  - Rakuten GirlsAward 2022 SPRING/SUMMER（2022年5月14日、幕張メッセ）[27]
  - Rakuten GirlsAward 2022 AUTUMN/WINTER（2022年10月8日、幕張メッセ）[81]
  - Rakuten GirlsAward 2023 AUTUMN/WINTER（2023年9月30日、幕張メッセ）[82]
  - Rakuten GirlsAward 2024 AUTUMN/WINTER（2024年10月19日、幕張メッセ）[83]
- 東京ガールズコレクション
  - 第35回 マイナビ 東京ガールズコレクション 2022 AUTUMN/WINTER（2022年9月3日、さいたまスーパーアリーナ）[84]
  - 第37回 マイナビ 東京ガールズコレクション 2023 AUTUMN/WINTER（2023年9月2日、さいたまスーパーアリーナ）[85]
  - 第39回 マイナビ 東京ガールズコレクション 2024 AUTUMN/WINTER（2024年9月7日、さいたまスーパーアリーナ）[86]
  - 第40回 マイナビ 東京ガールズコレクション 2025 SPRING/SUMMER（2025年3月1日、国立代々木競技場第一体育館）[87]

### イベント
- 始球式
  - 東京ヤクルトスワローズ vs 横浜DeNAベイスターズ（2019年7月10日、明治神宮野球場）[88]
  - JTマーヴェラス vs PFUブルーキャッツ（2023年11月12日、おおきにアリーナ舞洲）[89]

## 書籍

### 雑誌連載
- VOCE（2023年11月号 - 、講談社）レギュラーモデル[4]

### 写真集
- 一歩目（2021年8月17日、小学館）[13]
- 隣の席になりたい（2024年10月22日、講談社）[28]